# 佩德羅比爾卡阿帕薩區
佩德羅比爾卡阿帕薩區（西班牙語：Distrito de Pedro Vilca Apaza），是秘魯的一個區，位於該國東南部普諾大區的聖安東尼奧德普蒂納省，始建於1962年3月17日，面積565.81平方公里，海拔高度3,852米，2007年人口2,523人，人口密度每平方公里4.5人。